# Navia splendens
Navia splendens är en gräsväxtart som beskrevs av Lyman Bradford Smith. Navia splendens ingår i släktet Navia och familjen Bromeliaceae. Inga underarter finns listade i Catalogue of Life.